# Hypertable
Hypertable est un système de gestion de bases de données compressées inspiré par le système BigTable développé par Google, mais distribué sous licence libre (GPLv3).
Écrit entièrement en C++ il supporte Hadoop, GlusterFS ou encore CloudStore (en).
Hypertable a d'abord été développé par l'entreprise Zvents Inc., avant que le principal moteur de recherche chinois, Baidu, ne devienne le plus important soutien de son développement, depuis janvier 2009.